# Graeme Atkinson
Graeme Atkinson és un periodista i històric militant antifeixista anglès que va coordinar durant anys la secció internacional de Searchlight, una revista d'investigació especialitzada des dels anys 1970 en les trames ultradretanes.
Amb anterioritat havia treballat com a editor local al diari del llavors Partit Comunista de la Gran Bretanya Morning Star, del qual va ser acomiadat després de no revelar l'intent de reclutament per part del KGB durant un viatge a Bulgària el 1985. També és col·laborador de la revista sueca Expo. A més, és el coordinador internacional d'antifa-net, una associació d'organitzacions antifeixistes a Europa.